# Conejos County
Conejos County is een county in de Amerikaanse staat Colorado.
De county heeft een landoppervlakte van 3.334 km² en telt 8.400 inwoners (volkstelling 2000). De hoofdplaats is Conejos.

## Bevolkingsontwikkeling

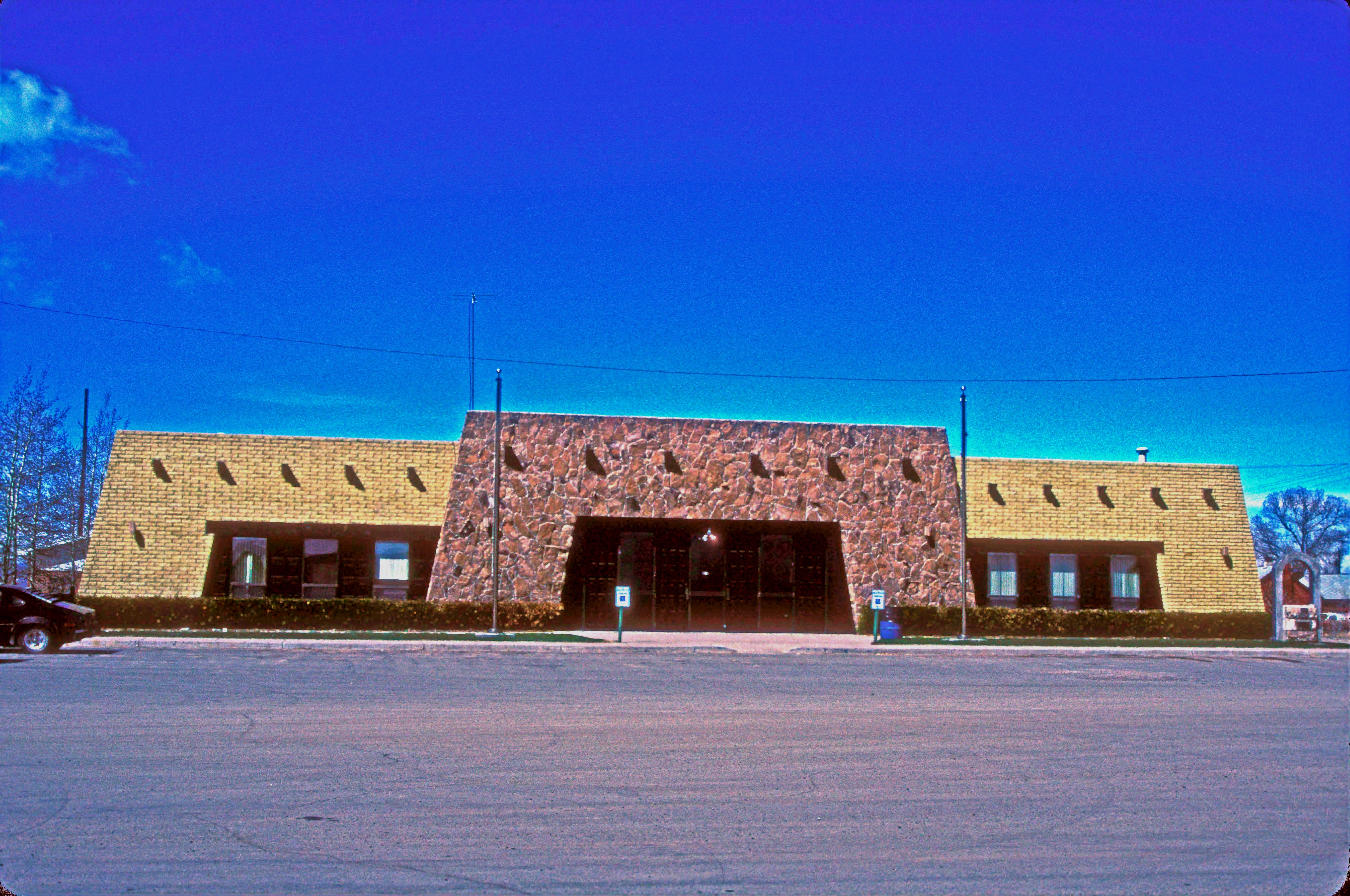
Conejos County Courthouse